# Route départementale 19 (Ardennes)
Pour les articles homonymes, voir Route départementale 19.
La route départementale 19, abrégée en D19, est une route départementale des Ardennes qui relie Tourcelles-Chaumont à Messincourt, en passant par Beaumont-en-Argonne, Mouzon et Carignan.
Son point de départ est situé au carrefour de Mazagran dans la commune de Tourcelles-Chaumont. Elle se termine dans la commune de Messincourt, à la frontière avec la Belgique, au-delà de laquelle elle est prolongée par la N884 en direction d'Herbeumont.

## Tracé
- Mazagran, commune de Tourcelles-Chaumont
- Quilly
- Grivy-Loisy
- Vrizy, commune de Vouziers
- Vandy, tronc commun avec la D14
- Quatre-Champs, tronc commun avec la D977
- Noirval
- Belleville-et-Châtillon-sur-Bar
- Brieulles-sur-Bar,  tronc commun avec la D12
- Saint-Pierremont
- Sommauthe, tronc commun avec la D6
- Beaumont-en-Argonne, tronc commun avec la D4
- Mouzon, tronc commun avec la D964
- Carignan, interruption de la D19, tronc commun avec la D8043
- Wé, commune de Carignan
- Sachy, reprise de la D19
- Messincourt, tronc commun avec la D17
- frontière avec la Belgique